# Liste der Einträge im National Register of Historic Places im Gilpin County

Lage des Gilpin Countys in Colorado

Die Liste der Einträge im National Register of Historic Places im Gilpin County in Colorado führt die Bauwerke und historischen Stätten im Gilpin County auf, die in das National Register of Historic Places aufgenommen wurden.
Legende
| NRHP | Historic Place             |
| HD   | Historic District          |
| NHL  | National Historic Landmark |

| [ 2 ] | Name                                                       | Bild                                                       | Eintragsdatum                 | Lage                                                  | Ort           | Beschreibung                  |
| ----- | ---------------------------------------------------------- | ---------------------------------------------------------- | ----------------------------- | ----------------------------------------------------- | ------------- | ----------------------------- |
| 1     | Central City Opera                                         | Central City Opera                                         | 18. Jan. 1973 ID-Nr. 73000474 | Eureka St. 39° 48′ 4″ N, 105° 30′ 47″ W               | Central City  |                               |
| 2     | Central City-Black Hawk Historic District                  | Central City-Black Hawk Historic District                  | 15. Okt. 1966 ID-Nr. 66000246 | On State Highway 119 39° 48′ 4″ N, 105° 30′ 27″ W     | Central City  |                               |
| 3     | Denver, Northwestern and Pacific Railway Historic District | Denver, Northwestern and Pacific Railway Historic District | 30. Sep. 1980 ID-Nr. 80000881 | Südwestlich von Eldora 39° 54′ 52″ N, 105° 41′ 10″ W  | East Portal   | Strecke über den Rollins Pass |
| 4     | Russell Gulch I.O.O.F. Hall No. 47--Wagner and Askew       | Russell Gulch I.O.O.F. Hall No. 47--Wagner and Askew       | 15. Dez. 2011 ID-Nr. 11000903 | 81 Russell Gulch Rd. 39° 46′ 48,4″ N, 105° 32′ 5,6″ W | Russell Gulch |                               |
| 5     | Teller House                                               | Teller House                                               | 18. Jan. 1973 ID-Nr. 73000475 | Eureka St. 39° 48′ 3″ N, 105° 30′ 46″ W               | Central City  |                               |
| 6     | Winks Panorama                                             | Winks Panorama                                             | 28. März 1980 ID-Nr. 80000901 | Southwest of Pinecliffe 39° 55′ 16″ N, 105° 27′ 25″ W | Pinecliffe    |                               |